# Astrid Hjertenæs Andersen
Pour les articles homonymes, voir Andersen.
Astrid Gerd Judith Hjertenæs Andersen, née le 5 septembre 1915 à Horten (Norvège) et morte le 21 avril 1985 à Rammes (aujourd'hui Re en Norvège), est une femme de lettres et parolière norvégienne. En 1984, elle reçoit le prix Dobloug, une des plus importants prix littéraire de Suède et de Norvège.

## Biographie
Née dans le comté de Vestfold, elle est la fille de Peder JA Hjertenæs, une officier de marine et de sa femme, Astrid Elinor Andersen. Après son baccalauréat, elle part faire des études de secrétariat à Halling avant d'obtenir un poste de secrétaire/journaliste au magazine Horten puis comme coursière à l'Aftenposten.
Alors que la Seconde Guerre mondiale vient d'éclater, Astrid Hjertenæs publie ses premiers poèmes dans le magazine A-Magazinet ainsi que dans l'Aftenposten et dans Dagbladet. En 1942, elle se tourne vers l'écriture de poésie à temps plein. En 1945, elle fait ses débuts littéraire avec le recueil De ville traner. Ce n'est qu'avec Skilpaddehagen en 1950 qu'elle se démarque vraiment en tant que représentante de la tendance symboliste tardive du modernisme norvégien d'après-guerre.
Dans ses œuvres des années 1950 dont Strandens kvinner et Vandrersken, Astrid Hjertenæs fait une révision critique de l'image traditionnelle de la femme, partant à la recherche d'une identité féminine. À la même époque, elle reçoit une bourse d'études et part étudier la poésie et le théâtre américain à l'Université Yale pendant un an.
Pendant sa vie, elle voyage énormément avec son époux le peintre Snorre Andersen, visitant l'Italie, la Belgique, les Pays-bas, la France ou encore l'Algérie et l'Islande, ces deux derniers séjours lui servant de bases pour Hyrdefløyten. Epistler fra Algerie et Svaner og nåtid. Epistler fra Island. Son époux illustre nombre de ses recueils de poèmes.

## Œuvres
Ses textes poétiques ont une touche artistique liée à l'utilisation de formes libres ainsi qu'aux images et aux symboles. Dans ses débuts, elle fait de nombreuses références à la philosophie, à la mythologie ainsi qu'à la littérature classique mais aussi à la musique et à la peinture. Ensuite, elle cultive la comparaison poétique comme figure rhétorique, de nombreux poèmes se caractérisant par une attitude vitaliste.

## Distinctions
- 1964 : Kritikerprisen (da) pour Frokost i der grønne[2].
- 1976 : Riksmålsforbundets litteraturpris (no)[1]
- 1984 : Prix Dobloug[4]